# ジモ・カザソフ
ジモ・カザソフ（Димо Казасов、Dimo Kazasov、1886年9月17日 - 1980年7月28日）は、ブルガリアの政治家。 
政治的には社会民主主義者として出発した。1923年アレクサンデル・スタンボリスキ農民同盟政権に参加し、運輸大臣として入閣している。1923年クーデターによってスタンボリスキ政権は崩壊し、1926年ブルガリア社会民主労働党から離党し、「ズヴェノー」（連帯の意）を結成し、権威主義的な将校グループである軍人連盟に接触を図った。1934年5月軍事クーデターを支持し、国会議員となる。第二次世界大戦中は、反ユダヤ主義に反対する立場をとる。1944年9月クーデターの後、ブルガリアのファシズム体制が崩壊すると、祖国同盟政権に参加し、宣伝担当大臣に就任し、ブルガリア人民共和国成立後は、無任所相として入閣した。

## 関連事項
- ズヴェノー